# Arroyo San Jacinto
El arroyo San Jacinto es un curso de agua que nace y trascurre en el Partido de Olavarría, en el interior de la Provincia de Buenos Aires, Argentina. Desemboca en el arroyo Tapalquén o arroyo Tapalqué en las cercanías del llamado Molino Viejo, cerca de Sierra Chica.
El arroyo San Jacinto es de alguna forma parte de la Cuenca del Plata, ya que es afluente del arroyo Tapalqué el cual a su vez termina depositando sus aguas en el Río de La Plata por dos vías. La primera es naturalmente desembocando en el arroyo Las Flores, que a su vez desemboca en el Río Salado del Sur, y éste a su vez,  desemboca en el Río de la Plata, en la Bahía de Samborombón. La segunda es artificialmente a través del Canal artificial N.º 11, que luego de conecta con el Canal artificial N°9 termina desaguando también en la bahía de Samborombón.